# Jeffrey Poirier
Pour les articles homonymes, voir Poirier.
 (mars 2024).
La mise en forme du texte ne suit pas les recommandations de Wikipédia : il faut le « wikifier ».
Les points d'amélioration suivants sont les cas les plus fréquents :
- Les titres sont pré-formatés par le logiciel. Ils ne sont ni en capitales, ni en gras.
- Le texte ne doit pas être écrit en capitales (les noms de famille non plus), ni en gras, ni en italique, ni en « petit »…
- Le gras n'est utilisé que pour surligner le titre de l'article dans l'introduction, une seule fois.
- L'italique est rarement utilisé : mots en langue étrangère, titres d'œuvres, noms de bateaux, etc.
- Les citations ne sont pas en italique mais en corps de texte normal. Elles sont entourées par des guillemets français : « et ».
- Les listes à puces sont à éviter, des paragraphes rédigés étant largement préférés. Les tableaux sont à réserver à la présentation de données structurées (résultats, etc.).
- Les appels de note de bas de page (petits chiffres en exposant, introduits par l'outil «  Source ») sont à placer entre la fin de phrase et le point final[comme ça].
- Les liens internes (vers d'autres articles de Wikipédia) sont à choisir avec parcimonie. Créez des liens vers des articles approfondissant le sujet. Les termes génériques sans rapport avec le sujet sont à éviter, ainsi que les répétitions de liens vers un même terme.
- Les liens externes sont à placer uniquement dans une section « Liens externes », à la fin de l'article. Ces liens sont à choisir avec parcimonie suivant les règles définies. Si un lien sert de source à l'article, son insertion dans le texte est à faire par les notes de bas de page.
- La présentation des références doit suivre les conventions bibliographiques. Il est recommandé d'utiliser les modèles {{Ouvrage}}, {{Chapitre}}, {{Article}}, {{Lien web}} et/ou {{Bibliographie}}. Le mode d'édition visuel peut mettre en forme automatiquement les références.
- Insérer une infobox (cadre d'informations à droite) n'est pas obligatoire pour parachever la mise en page.

Pour une aide détaillée, merci de consulter Aide:Wikification.
Si vous pensez que ces points ont été résolus, vous pouvez retirer ce bandeau et améliorer la mise en forme d'un autre article.
 (avril 2024).
 (mars 2024).
Il peut être nécessaire de l'améliorer pour respecter le principe de neutralité de point de vue. 

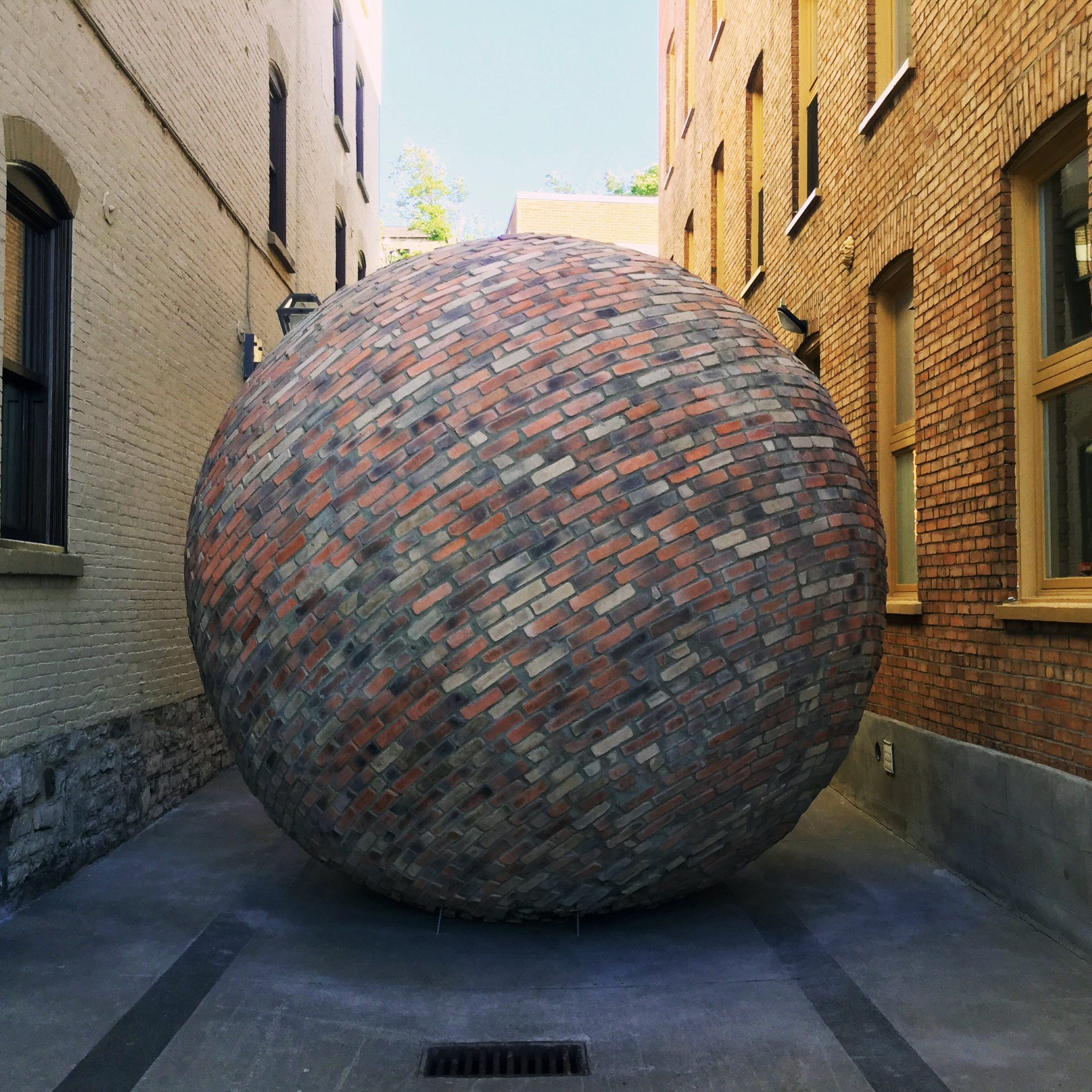
Photographie de la sculpture «Écho» de Jeffrey Poirier, Québec, juillet 2019.

Jeffrey Poirier est un artiste visuel travaillant à Québec, Canada. Né en France (Fontenay-Le-Comte) en 1986, il réside au Québec depuis 1988.
De 2005 à 2012, Jeffrey Poirier entreprend des études en arts visuels débutant au niveau collégial au Cégep de Sainte-Foy (2005-2007), pour ensuite réaliser un baccalauréat (2007-2010) ainsi qu'une maîtrise en arts visuels (2010-2012) à l'Université Laval.
En 2020, il est récipiendaire du Prix Videre Création en arts visuels aux Prix d'excellence des arts et de la culture à Québec pour son oeuvre «Écho» présentée en 2019 lors de l'exposition d'art public «Passages insolites» présentée par Exmuro Arts Publics.
Il participe à des programmes de résidence à l'international, notamment au Japon (Youkobo Art Space, Tokyo, 2018) et aux États-Unis (NARS Foundation, Brooklyn, New-York City, 2023).
Son travail a été diffusé lors d'expositions solos au Canada et à l'international, notamment à la Galerie RDV (Nantes, France, 2015),à Circa Art Actuel (Montréal, Canada, 2019),à Diagonale (Montréal, Canada, 2014), au centre culturel Franco-Manitobain (Winnipeg, Manitoba, 2015), à la Galerie Prince Takamado de l'Ambassade du Canada au Japon (Tokyo, 2023).
En plus des expositions et programmes de résidences, l'artiste a dirigé divers projets de médiation culturelle et participé à divers projets collaboratifs, dont «Sous nos pas», une oeuvre collaborative réalisée sur invitation du Musée national des beaux-arts du Québec, en collaboration avec l'Arche l'étoile de la Capitale-nationale.De 2020 à 2022, il participera également au projet «Yahndawa' : portages entre Wendake et Québec. Ce projet collaboratif sera le point de départ de deux collaborations avec l'artiste Andrée Levesque Sioui.

## Pratique artistique

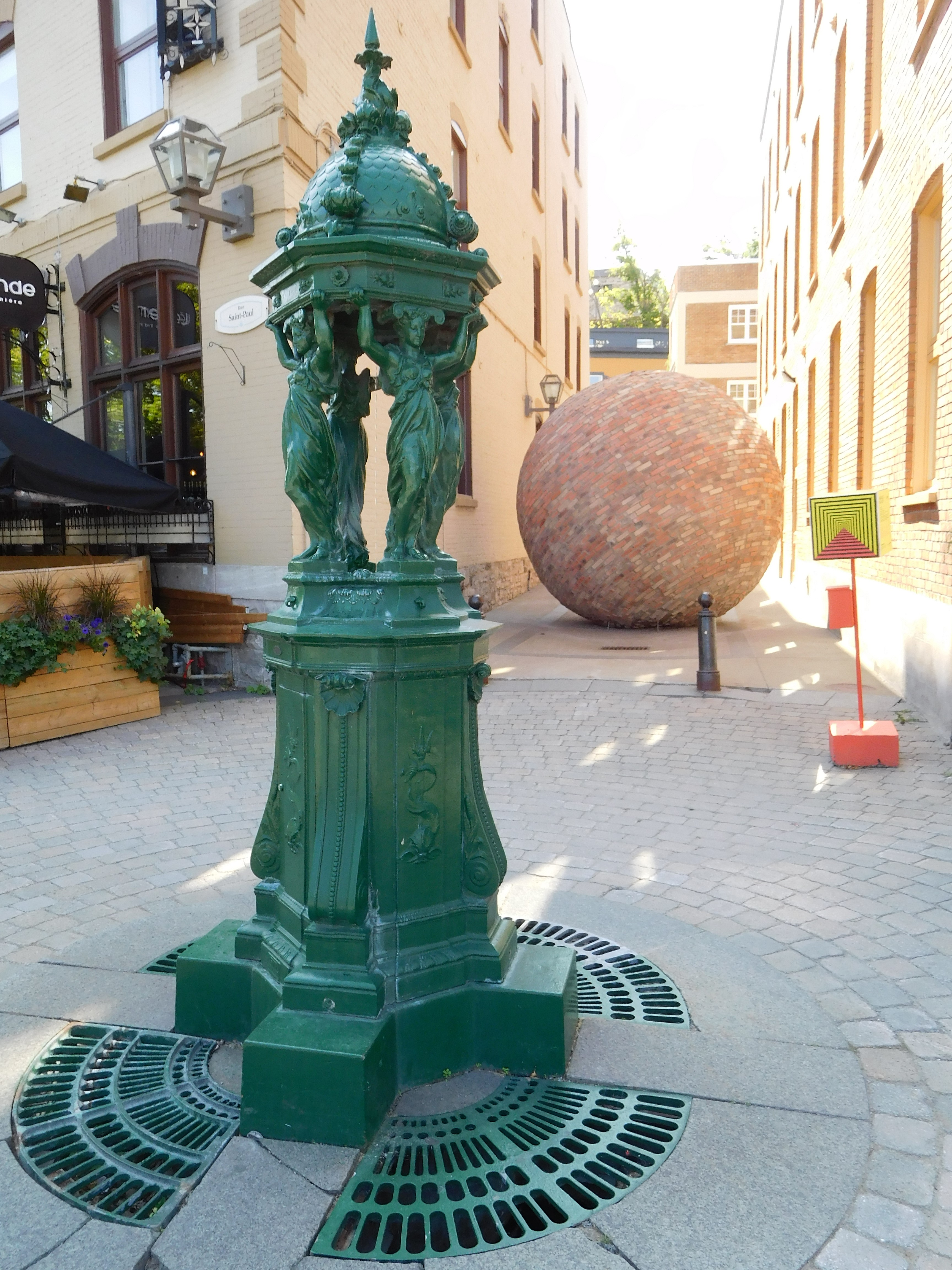
Photographie de la sculpture «Écho» de Jeffrey Poirier, Québec, Canada.

Le travail de Jeffrey Poirier s'articule autour d'un langage visuel hybride, empruntant à la fois à la sculpture et à l'architecture. La première monographie de l'artiste intitulée « Magnifier les grilles : exister en marge des lignes » relève que la pratique de Poirier se développe autour d'une fascination pour les réseaux et systèmes construits, humains et naturels. Sa démarche « cherche à élargir l’idée d’une critique environnementale à celles des modes de vie humains, individuels et collectifs ».

### Le travail de Jeffrey Poirier en quelques projets
En 2012, Jeffrey Poirier présente sa seconde exposition professionnelle d'envergure «Bouturer la colonie» au sein de la grande galerie de l'Oeil de Poisson à Québec. L'installation, réalisée entièrement en carton recyclé et en ruban adhésif à conduit «duc tape» donne à voir une accumulation d'alvéoles qui transcendent la nature des matériaux prosaïque au profit de formes hybrides qui rappellent les constructions ramifiées des univers végétal, minéral et animal. Un an plus tard, l'exposition «Contenir l'essaim» présentée à la Salle Alfred-Pellan de la Maison des arts de Laval poursuivra ces mêmes explorations formelles et conceptuelles liées à la l'individualité dans l'unité collective.
En 2015, il fait partie de l'exposition collective «Mondes bricolés» réunissant également les artistes Donatella Bernardi, Heather Benning, Philippe Blanchard, Léopold L. Foulem, Julie Hall , Jacob Irish, Jenn E. Norton, Artemis Potamianou et Yannick Pouliot. Dans le cadre de cette exposition présentée au Centre Bang sous le commissariat de Mathieu Valade et Julie René de Cotret, Poirier y propose l'œuvre «Cultiver l'artifice», présentée précédemment à Moncton. L'œuvre «(...)propose volontairement à l’œil une zone de perception réduite des éléments déterminants de l’œuvre. Constitué de ruban adhésif de couleur et de carton recyclé, l’ensemble très prosaïque présente une totale transparence dans l’exécution technique : une appréhension de proximité de l’objet révèle les caractéristiques éphémères et pauvres de l’assemblage. La qualité artificielle de l’œuvre, encouragée par sa composition de matériaux connotés culturellement, possède des résonances critiques par rapport aux tensions écologiques de notre ère.».
Au cœur du projet «X» présenté en 2018 à Vaste et Vague (Carleton-sur-Mer) et en 2019 à Circa Art Actuel (Montréal), l'artiste questionne notre culture matérielle en transformant des artefacts à vocation écoresponsable en structures ornementales autonomes. Le projet «interroge alors de façon intrinsèque nos habitudes de regard sur les savoir-faire forgés par notre culture et sur les objets qui composent notre patrimoine matériel.»
L'œuvre «Écho» présentée à Québec en 2019 dans le cadre de l'exposition d'art public «Passages insolites» d'Exmuro Arts publics est une sculpture intégrée à l'espace urbain du Vieux-port de Québec qui emprunte les codes architecturaux du quartier. Techniquement, la sculpture est une sphère monumentale recouverte de briquettes brunes rappelant le passé industriel de ce secteur de Québec. Présentée dans une ruelle étroite aux abords d'immeubles au cachet historique, la sculpture géante est construite en écho à l'architecture environnante et contraste avec les qualités angulaires des immeubles adjacents,.

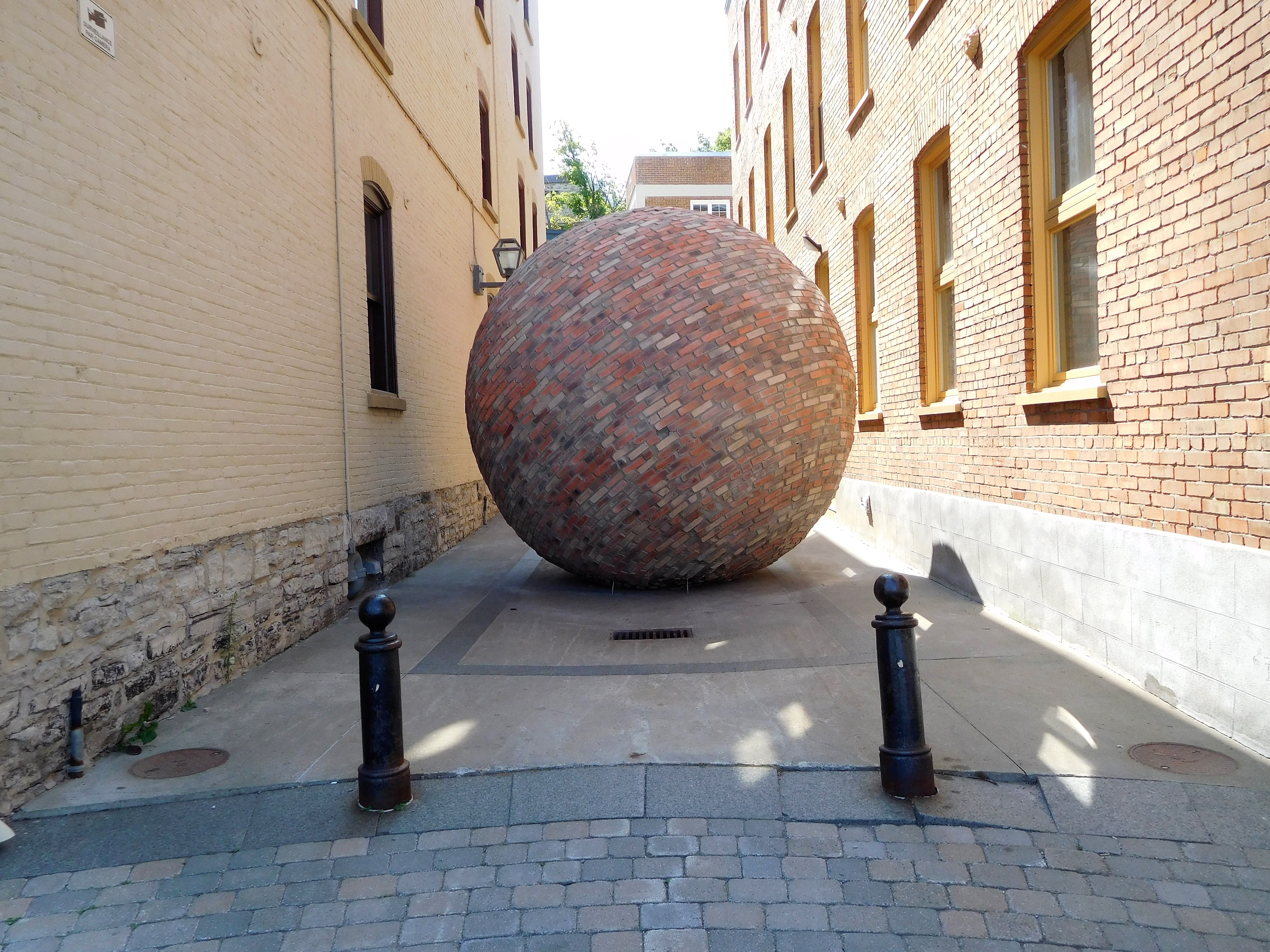
Photographie de la sculpture «Écho» de l'artiste Jeffrey Poirier, Québec, Canada, 2019.

Le projet photographique «Pando» entre autres, est un exemple des intérêts de l'artiste pour les interconnexions, les ramifications et les dynamiques d'étalement qui définissent les écosystèmes. En 2021, Jeffrey Poirier réalise en Utah, au cœur de la Fishlake National Forest, une captation en images de Pando, une colonie de peupliers faux-trembles dont les 47 000 arbres sont reliés sous terre par un même système racinaire. Cette population végétale considérée par la science comme un seul et même organisme malgré ses 43 hectares de superficie, représente au sein de l'œuvre de l'artiste un nouveau paradigme, où le figuratif et l'abstrait se rencontrent pour questionner les habitudes de regard portées sur notre environnement. La seconde version du projet en 2024 propose une collaboration avec la chercheuse primée Annie DesRochers de l'Université du Québec en Abitibi-Témiscamingue qui a fourni pour l'exposition des éléments scientifiques dialoguant avec les photographies de Poirier.